# Comuna Krumovgrad, Kărdjali
Krumovgrad (în bulgară Крумовград) este o comună în regiunea Kărdjali, Bulgaria, formată din orașul Krumovgrad și 76 de sate. 

## Localități componente

### Orașe
- Krumovgrad

### Sate
| - Avren - Bagrilți - Barați - Blagun - Breagoveț - Buk - Ceal - Cernicevo - Cernooki - Devesilița - Devesilovo - Djanka - Doborsko - Dolna Kula - Dolni Iuruți - Dăjdovnik - Edrino - Egrek - Goleam Devesil - Goleama Cinka - Goleamo Kameneane - Gorna Kula - Gorni Iuruți - Grivka - Gulia - Guliika | - Hisar - Hrastovo - Kaciulka - Kalaidjievo - Kamenka - Kandilka - Kojuharți - Kotlari - Kovil - Krasino - Kăklița - Leștarka - Limeț - Lulicika - Malka Cinka - Malko Kameneane - Malăk Devesil - Metlika - Moreanți - Oreh - Ovceari - Padalo - Pașinți - Pelin - Perunika | - Podrumce - Polkovnik Jeleazovo - Potocearka - Potocinița - Ralicevo - Ribino - Rogaci - Rucei - Samovila - Sinigher - Skalak - Sladkodum - Slivarka - Stari Ceal - Strajeț - Strandjevo - Studen Kladeneț - Sărnak - Tinteava - Tokacika - Topolka - Vransko - Zimornița - Zlatolist - Zvănarka |

## Demografie
Componența etnică a comunei Krumovgrad
     Turci (57,01%)
     Nicio identificare (19,97%)
     Bulgari (22,26%)
     Romi (0,2%)
     Altele (0,54%)
La recensământul din 2011, populația comunei Krumovgrad era de 17.823 locuitori. Din punct de vedere etnic, majoritatea locuitorilor (57,01%) erau turci, cu o minoritate de bulgari (22,26%). Pentru 19,97% din locuitori nu este cunoscută apartenența etnică.